# كمال حسني
كمال حسني (1929-2005) مغني وممثل مصري. قرر الاعتزال بعد فيلمه الوحيد ربيع الحب عام 1955.

## حياة قبل التمثيل
كامل الدين محمد مواليد عام 18 ديسمبر 1929 بحي الجمالية بالقاهرة، تخرج من كلية التجارة جامعة القاهرة عام 1953 ثم عمل موظفا بالبنك الأهلي المصري.
بدأت موهبة الغناء لديه منذ الصغر من خلال المدرسة الابتدائية في فرقة الأناشيد، وفي المرحلة الثانوية كان يغني في حفلة المدرسة كل عام، حيث كان يشارك في الفرق الغنائية المدرسية ويهوى إعادة غناء أغاني محمد عبد الوهاب وفريد الأطرش بصوته .
تقدم للإذاعة ليغني في ركن الهواة، كان يشرف عليه الإذاعى الاستاذ حسني الحديدي مدير عام الإذاعة المصرية فى منتصف الخمسينات من القرن العشرين، الذي أعجب بصوته، وسمي كمال حسني على اسمه.
سجل للبرنامج أغنية توبة المطرب عبد الحليم حافظ، وأذاع برنامج مجلة الهواء الذي كان يقدمه فهمي عمر وسعد لبيب.
التقى بزوجته بوسانيا في أحد البنوك حيث كانا يعملان آنذاك. كان لديهم ثلاثة أبناء، نادر (بعد نجل ماري كويني)، أحمد ومحمد. سمي ابنيهما الأصغر بعد أغنية شادية أحمد ومحمد شرغلوني.

## مسيرته
اختارته المنتجة السينمائية ماري كويني للدور الرئيسي في ربيع الحب. واختير كمال حسني كاسم مسرحي له. في عام 1955، تألق حسني في الفيلم مع شادية وشكري سرحان وحسين رياض. غنى «غالي عليا»، ومع شادية «لو سلمتك قلبي». ثم قرر حسني التقاعد من الفن. هاجر إلى لندن للعمل مع رجال الأعمال. عاد إلى مصر في أواخر التسعينات وسجل أغاني دينية.

### فيلمه الوحيد
- ربيع الحب سنة 1955 أمام شادية وشكري سرحان وحسين رياض

### أغانيه
- غالى عليا
- لو سلمتك قلبى

## وفاته
توفي كمال حسني في 1 أبريل 2005 في القاهرة.

## وصلات خارجية
- كمال حسني على موقع IMDb (الإنجليزية)
- كمال حسني على موقع الدهليز
- كمال حسني على موقع قاعدة بيانات الأفلام العربية